# IC 359
IC 359  ist eine elliptische Galaxie vom Hubble-Typ E-S0 im Sternbild Stier auf der Ekliptik, die schätzungsweise 176 Millionen Lichtjahre von der Milchstraße entfernt ist.
Das Objekt wurde am 25. Dezember 1891 vom US-amerikanischen Astronomen Lewis Swift entdeckt.